# Елкина, Наталья Андреевна
Наталья Андреевна Елкина (род. 6 сентября 2002 года, Красногорск) — российская дзюдоистка, призёрка чемпионата России 2023 по дзюдо. Мастер спорта России по дзюдо.

## Биография
Наталья начала свою спортивную карьеру, когда ей было 15 лет в местном спортивном клубе "Кречет", что в подмосковном Красногорске. Ее первым тренером является Эдгар Казарян.

## Спортивная карьера

### Кадетский уровень
В октябре 2017 года она дважды была победительницей кубка Европы в испанском Фуэнхирола и в городе Тула. Также была третьей на кубке Европы в Бельско-Бяла в Польше. В 2018 году стала финалисткой кубка Европы в Туле.

### Юниорский уровень
В 2021 году выиграла бронзовую медаль на кубке Европы в Удине (Италия).

### Взрослый уровень
В начале 2023 года приняла участите на чемпионате страны в Кемерово, где смогла добыть бронзовую медаль в весе до 57 кг. В 2025 году неожиданно стала финалисткой серии турниров «Большого шлема» в Хабаровске.

## Спортивные результаты
- Чемпионат России 2023 — ;
- Большой шлем 2025 — ;

## Личная информация
Она является студенткой Смоленского государственного университета спорта. Живёт и тренируется в городе Красногорск.